# فخری گلستان
فخری گلستان با نام اصلی سیده مریم فخر اعظم تقوی شیرازی (۲۹ شهریور ۱۳۰۴ – ۱۶ تیر ۱۳۹۱)، سفالگر، مترجم و فعال حقوق کودکان ایرانی بود.

## زندگی‌نامه
سیده فخری گلستان، فرزند محمدحسن (وثوق) و فاطمه (زینت الشریعه) حائری طباطبایی، در سال ۱۳۰۴ متولد شد و در ۱۷ سالگی با پسرعموی خود، ابراهیم گلستان، نویسنده و فیلمساز معروف ایرانی، ازدواج کرد. وی را جزو نخستین کسانی می‌دانند که در تهران، اقدام‌هایی را در جهت سر و سامان دادن به وضعیت کودکان خیابانی انجام داد. او تا سال‌ها مدیر پرورشگاهی بود که به تربیت فرزندان معتادان می‌پرداخت. او در سال‌های پایانیِ زندگی سفالگری می‌کرد و چند نمایشگاه انفرادی از آثارش برگزار کرده بود. او همچنین از سوی دوسالانه سفالگری مورد تقدیر گرفته است. «فیل»، نوشته اس‍لاوم‍ی‍ر م‍روژک، نویسنده لهستانی، و «ک‍س‍ی م‍را ن‍م‍ی‌ش‍ن‍اس‍د؛ ص‍دای ک‍ودک‍ان زاغ‍ه‌ن‍ش‍ی‍ن ام‍ری‍ک‍ا» از ترجمه‌های فخری گلستان است. او مادر کاوه گلستان، عکاس و مستندساز بود که در عراق کشته‌شد. وی از سال‌ها قبل تا هنگام مرگ، جدا از ابراهیم گلستان زندگی می‌کرد، او در روز ۱۶ تیر ۱۳۹۱ در تهران در سن ۸۷ سالگی درگذشت.
لیلی گلستان مدیر گالری گلستان به خبرگزاری ایسنا گفته است که مادرش بعد از انقلاب از سن ۵۰ سالگی به سفالگری پرداخت و آثارش را چند بار به نمایش گذاشت. لیلی گلستان کهولت سن و ضربه مرگ کاوه را علت درگذشت مادرش ذکر کرده است. «ایشان بیماری خاصی نداشت، اما از مرگ پسرش، کاوه گلستان، ضربه بزرگی خورد که فکر می‌کنم علاوه بر کهولت سن، تحمل داغ فرزند یکی از اصلی‌ترین دلایل مرگ ایشان بود.»
لیلی گلستان گفته است که به درخواست مادرش، مراسم تدفین او در جمعی کوچک و خانوادگی برگزار گردید.
مادر فخری گلستان، فاطمه (زینت الشریعه) حائری طباطبایی، با نام فاطمه تقوی شیرازی در گورستان ظهیرالدوله، کنار مدفن فروغ فرخزاد به خاک سپرده شده است.

## نقل‌قول‌ها
فخری گلستان در گفتگویی با روزنامه سرمایه گفته بود:
"آدم‌ها نمی‌میرند، عدم حضور جسمانی مرگ نمی‌آورد، نگاه حقیقت طلب این آدم هاست که نگهشان می‌دارد، برای همین است که من هرگز برای دیدن کاوه بر سر مزار نمی‌روم. کاوه رفتنی نیست، چشمانش را همیشه زنده، وام داده به تصاویری که دنیا را تکان داده است."